# Боликова, Мария Васильевна
Мария Васильевна Боликова (род. 23 мая 1977, Элиста) — российская легкоатлетка, специалистка по спринтерскому бегу. Выступала за сборную России по лёгкой атлетике в 2000-х годах, многократная победительница и призёрка первенств национального значения, участница ряда крупных международных стартов. Представляла Калмыкию и Волгоградскую область. Мастер спорта России международного класса.

## Биография
Мария Боликова родилась 23 мая 1977 года в городе Элиста Калмыцкой АССР. Впоследствии переехала на постоянное жительство в Волгоград.
Начала заниматься бегом под руководством тренера В. М. Бочарова, также была подопечной Н. В. Матвеева и В. О. Боликова. Состояла в спортивном обществе «Динамо».
Впервые заявила о себе в лёгкой атлетике на взрослом всероссийском уровне в сезоне 2002 года, выиграв бронзовую медаль в беге на 60 метров на зимнем чемпионате России в Волгограде.
В 2003 году в беге на 60 метров с четвёртым временем мирового сезона (7,11) одержала победу на зимнем чемпионате России в Москве. Попав в основной состав российской национальной сборной, выступила на чемпионате мира в помещении в Бирмингеме, где в той же дисциплине дошла до стадии полуфиналов.
На зимнем чемпионате России 2004 года в Москве финишировала в беге на 60 метров второй позади Юлии Табаковой, тогда как на летнем чемпионате России в Туле в эстафете 4 × 100 метров выполнила норматив для участия в Олимпийских играх в Афинах, однако в итоге стартовать на Играх ей не довелось.
В 2005 году на зимнем чемпионате России в Волгограде стала серебряной призёркой в беге на 60 метров, уступив на финише только Екатерине Григорьевой. На последовавшем чемпионате Европы в помещении в Мадриде стала в той же дисциплине четвёртой. На летнем чемпионате России в Туле выиграла серебряную медаль в беге на 100 метров, финишировав позади Ольги Фёдоровой. Принимала участие в чемпионате мира в Хельсинки, где в дисциплине 100 метров дошла до полуфинала.
На зимнем чемпионате России 2006 года в Москве была лучшей в беге на 60 метров, затем в той же дисциплине показала пятый результат на домашнем чемпионате мира в помещении в Москве.
В 2007 году в составе команды Волгоградской области выиграла серебряную медаль в эстафете 4 × 100 метров на чемпионате России в Туле.
В 2008 году на чемпионате России в Казани стала серебряной призёркой в беге на 100 метров, уступив на финише Евгении Поляковой.
На чемпионате России 2010 года в Саранске вместе со сборной Волгоградской области победила в эстафете 4 × 100 метров.
За выдающиеся спортивные достижения удостоена почётного звания «Мастер спорта России международного класса».